# Djupviken (naturreservat)
Djupviken är ett naturreservat i Gnesta kommun  i Södermanlands län.
Området är naturskyddat sedan 2011 och är 16 hektar stort. Reservatet ligger på en nordsluttning av en höjd mot Djupviksjön och består av gammal barrnaturskog och lövrik granskog.